# Rakowiska
Rakowiska es un pueblo ubicado en la gmina Biała Podlaska, distrito de Biała Podlaska, voivodato de Lublin, Polonia.

## Superficie
Cuenta con una superficie de 5,670 kilómetros cuadrados.

## Demografía
Hasta 2011 la población era de 1306 habitantes, con una densidad de población de 230,3 habitantes por kilómetro cuadrado. Estaba conformada por 655 hombres (50,2%) y 651 mujeres (49,8%), según el censo de la Oficina Central de Estadística.